# Проспект Богдана Хмельницького (Мелітополь)
Проспе́кт Богда́на Хмельни́цького — центральний проспект Мелітополя. Починається від перехрестя з вулицею Гетьмана Сагайдачного та 50-річчя Перемоги, закінчується південним виїздом з міста. Межує з головною площею міста — Перемоги. Проспектом пролягає автошлях М18 «Харків — Сімферополь — Алушта — Ялта».

## Історія
До 1954 року проспект не був єдиним адресним об'єктом і складався з двох окремих частин, котрі декілька разів змінювали назви і статус. Поділ відбувався в районі сучасного перехрестя з вулицею Героїв України.
Точні дати появи вулиць на території сучасного проспекту встановити складно, оскільки перші збережені згадки адрес та назв відносяться лише до другої половини XIX століття, проте офіційною датою утворення проспекту вважається 14 травня 1954 року.
Відрізок проспекту від вулиці Гетьмана Сагайдачного до вулиці Монастирської з кінця XIX століття називався Межовою вулицею і проходив по тогочасній межі міста. 25 жовтня 1921 року його було перейменовано на честь радянського поета Дем'яна Бєдного, а у 1940-ві роки включено до складу вулиці Воровського (нині — вулиця Монастирська).
Інша частина проспекту, на північний захід від вулиці Воровського, до встановлення радянської влади була Якимівською вулицею. Таку назву вона отримала через те, що закінчувалася шляхом на Якимівку. 25 жовтня 1921 року її було перейменовано на честь більшовика-революціонера Лева Каменєва, але пізніше, в 1940-ві роки, стару назву було повернуто.
1927 року почалося будівництво міського парку на піщаному пустирі на захід від Межової вулиці. У 1930-ті роки сучасний проспект все ще був околичною вулицею з піщаним покриттям. Територія парку була відокремлена від нього металевою огорожею на цегельному фундаменті. Центральний вхід складався з трьох аркових брам, що були набагато вищі за огорожу. Перед входом до парку були розташовані сходинки.
У 1954 році по всій Україні широко святкувалося 300-річчя Переяславської ради. У зв'язку із цим 14 травня 1954 року, «враховуючи чисельні прохання громадян Мелітополя», мелітопольський міськвиконком затвердив створення проспекту Богдана Хмельницького, до складу якого ввійшли Якимівська вулиця та ділянка вулиці Воровського. Також в цей же день міськвиконком затвердив створення площі 300-річчя возз'єднання України з Росією (невеликий майданчик на початку вулиці Ломоносова, біля старої автостанції), в результаті чого з'явився претендент на найдовшу адресну назву в Мелітополі, проте назва за цією ділянкою не закріпилася, і незабаром зникла з міської топоніміки. Також було забуто й назву сквер імені Богдана Хмельницького, яку отримав невеликий сквер на розі вулиць Фрунзе та Воровського (нині — початок проспекту, де стоїть межовий камінь).. У тому ж році на початку проспекту біля кінотеатру «Україна» було встановлено пам'ятник Хмельницькому.
Наприкінці 1950-х років на середині проїзної частини було побудовано розділювальну зелену смугу, на яку встановили дві скульптури: на перехресті з вулицею Дзержинського — чоловіка з дитиною, а біля центрального універмагу — жінку з голубами.
1959 року міськвиконком затвердив акти з прийому та введення в експлуатацію сільськогосподарського технікуму, відновленої міської лікарні на 112 ліжок і вбудованого кінотеатру в 76-квартирному будинку, розташованих на проспекті Богдана Хмельницького.
1964 року прийнято рішення про надання земельної ділянки площею 0,22 га конторі зв'язку для будівництва Будинку зв'язку (пр. Б. Хмельницкого, 25).
На початку 1970-х років почалася капітальна реконструкція проспекту, тому що він, будучи частиною автошляху М18 «Харків — Сімферополь», не витримував зростаючого транспортного потоку. Цим процесом керував головний архітектор міста Євген Федорович Світличний. Влітку 1971 року пам'ятник Богдану Хмельницькому було перенесено на перехрестя з вулицею Вакуленчука. В цей же час почався демонтаж зеленої смуги.
Незважаючи на те, що ділянки проспекту Богдана Хмельницького неодноразово перейменовувалися, відбувалося це синхронно під час декількох «хвиль» перейменувань, що прокочувалися по місту.
| роки       | від вул. Фрунзе до вул. Кірова | від вул. Кірова до виїзду з міста |
| ?-1921     | Межова вулиця                  | Якимівська вулиця                 |
| 1921-1940е | вулиця Дем'яна Бєдного         | вулиця Каменєва                   |
| 1940е-1954 | ділянка вулиці Воровського     | Якимівська вулиця                 |
| 1954-...   | проспект Богдана Хмельницького | проспект Богдана Хмельницького    |

## Транспорт
Проспект знаходиться на автошляху М18 та європейському маршруті E105, що зумовлює інтенсивний автомобільний рух.
Также через проспект прокладено велику кількість автобусних маршрутів.

### Автобусні зупинки
Нижче представлено перелік зупинок громадського транспорту на проспекті Богдана Хмельницького у напрямку з півдня на північ (до виїзду з міста).
Умовні позначення наявності зупинок на різних сторонах дорожнього руху: S — південний напрямок («Бєлякова», «Автокольорлит»), N — північний напрямок («Залізничний вокзал», «Північний переїзд», «Районна лікарня», «Лісопарк»).
| S↓ | N↑ | Назва зупинки                                                                   | Походження назви | Головні об'єкти поблизу |
| ✓  | ✓  | «Покровська»                                                                    | вулиця | комунальне підприємство «Водоканал», ТОВ «Мелітопольські теплові мережі» (рос. «теплосеть»), кафедра фізвиховання та спорту ТДАТУ, дитяча бібліотека ім. Гайдара                                |
| ✓  | ✓  | «Університетська»                                                               | вулиця | Таврійський державний агротехнологічний університет (ТДАТУ), «Укртелеком», головна пошта, колишній центральний універмаг (нині супермаркет «Сільпо» та низка магазинів), торговий центр «Пасаж» |
|    | ✓  | «Горілчаний» (рос. «Водочный»), або «Сільгосптехнікум» (рос. «Сельхозтехникум») | колишній Мелітопольський лікеро-горілчаний завод (зараз ТОВ «Алко-Юг»), колишній сільськогосподарський технікум (зараз Мелітопольський коледж ТДАТУ) | площа Перемоги, бібліотека ім. Лермонтова, ДК ім. Шевченка, Мелітопольський коледж ТДАТУ |
| ✓  |    | «Міськлікарня» (рос. «Горбольница»), або «Горілчаний» (рос. «Водочный»)         | міська лікарня № 1, колишній лікеро-горілчаний завод (нині — ТОВ «Алко-Юг»)                                                                          | міська лікарня № 1, дитяча поліклініка № 1, міськвідділ СБУ, податкова інспекція |
| ✓  | ✓  | «Дитяче харчування» (рос. «Детское питание»)                                    | магазин | парк культури і відпочинку ім. Горького, училище культури |
| ✓  | ✓  | «Івана Богуна»                                                                  | вулиця | Червоноармійський ринок |
| ✓  | ✓  | «Садстанція»                                                                    | НДІ зрошуваного садівництва ім. Сидоренко (садстанція)                                                                                               | НДІ зрошуваного садівництва ім. Сидоренко (садстанція) |
| ✓  | ✓  | «Чорний гастроном»                                                              | колишня неофіційна назва магазину (нині — «Степановський»)                                                                                           | дитяча поліклініка № 2, храм великомучениці Катерини |
|    | ✓  | «Піонер»                                                                        | колишня назва магазину (нині — «Вакула») | бізнес-центр |
| ✓  |    | «Берегова»                                                                      | вулиця | Піщанський струмок, мотодром |
| ✓  | ✓  | «Михайла Оратовського»                                                          | вулиця | кругове перехрестя, православна церква Андрія Первозваного |

## Об'єкти

### Освіта
- Таврійський державний агротехнологічний університет
- Кафедра фізвиховання та спорту ТДАТУ
- Мелітопольський коледж ТДАТУ
- Мелітопольське училище культури
- Дитячий дошкільний заклад № 20 «Зайчик»

|                                         |              |                                      |                  |
| Головна будівля ТДАТУ                   | Коледж ТДАТУ | Кафедра фізвиховання та спорту ДТАТУ | Училище культури |
|                                         |              |                                      |                  |
| Дитячий дошкільний заклад № 20 «Зайчик» |              |                                      |                  |

### Бібліотеки
- Центральна міська бібліотека ім. Лермонтова (площа Перемоги)
- Центральна дитяча бібліотека ім. А. Гайдара («Мальвіна»)

|                           |                              |  |  |
| Бібліотека ім. Лермонтова | Центральна дитяча бібліотека |  |  |

### Зв'язок
- центр послуг зв'язку «Укртелеком»
- головна пошта

|                       |               |  |  |
| Будівля «Укртелекому» | Головна пошта |  |  |

### Медицина
- Міська клінічна лікарня № 1
- Дитяча поліклініка № 1
- Дитяча поліклініка № 2

|                    |                        |                        |  |
| Міська лікарня № 1 | Дитяча поліклініка № 1 | Дитяча поліклініка № 2 |  |

### Парки, сквери
- Новоолександрівський парк
- Територія садстанції при НДІ зрошуваного садівництва ім. М. Ф. Сидоренко

|                                                     |                                           |  |  |
| Вхід до Новоолександівського парку з боку проспекту | Вигляд на проспект з території садстанції |  |  |

### Пам'ятники

#### Пам'ятники окремим персонам
- Пам'ятник Остапові Бендеру
- Пам'ятник Володимирові Висоцькому
- Пам'ятник Андрію Корвацькому
- Погруддя Миколи Малюги
- Пам'ятник Богданові Хмельницькому
- Пам'ятник Тарасові Шевченку (площа Перемоги)
- Погруддя Тарасові Шевченку

|                                   |                            |                                          |                             |
| Пам'ятник Богданові Хмельницькому | Пам'ятник Остапові Бендеру | Пам'ятник Володимирові Висоцькому        | Пам'ятник Тарасові Шевченку |
|                                   |                            |                                          |                             |
| Пам'ятник Андрію Корвацькому      | Погруддя Миколи Малюги     | Погруддя Тарасові Шевченку у дворі ТДАТУ |                             |

#### Пам'ятники подіям та явищам
- Пам'ятник жертвам Чорнобильської катастрофи
- Пам'ятник жертвам Голодомору
- Хрест на честь 1000-річчя Хрещення Русі

|                                             |                                                            |                                                  |                                           |
| Пам'ятник героям-підпільникам               | Барельєф пам'яті полеглих у боях за свободу і незалежність | «1941. Червень. Світанок. Без оголошення війни…» | Пам'ятник 1000-річчю християнства на Русі |
|                                             |                                                            |                                                  |                                           |
| Пам'ятник жертвам Чорнобильської катастрофи | Пам'ятник жертвам Голодомору                               | Скульптура біля училища культури                 |                                           |

### Інше
- Колишній центральний універмаг (зараз супермаркет «Сільпо» та низка магазинів)
- Торговий центр «Пасаж»
- Храм великомучениці Катерини
- Міське товариство інвалідів
- Мотодром
- Мелітопольська телевежа

|                                               |          |                                       |                              |  |  |  |  |
| Вигляд з телевежі на проспект і с. Піщане     | Телевежа | Житловий будинок на початку проспекту | Храм великомучениці Катерини |  |  |  |  |
|                                               |          |                                       |                              |  |  |  |  |
| ТЦ «Пасаж»                                    | Мотокрос | Гонки на радіокерованих автомоделях   |                              |  |  |  |  |
|                                               |          |                                       |                              |  |  |  |  |
| графіті, присвячене 70-річчю визволення міста |          |                                       |                              |  |  |  |  |